# Kairouan (paquebot)
Pour l’article homonyme, voir Kairouan.
Le Kairouan est un paquebot, opéré par la compagnie de navigation mixte. Construit à partir de 1939, sabordé en 1944 puis renfloué, il entre en service en 1951. Il participe aux liaisons entre l'Algérie française et la France, notamment lors de l'exode des Pieds-noirs, puis continue de relier l'Afrique du Nord à la France jusqu'en 1973 et sa démolition en 1974.

## Description
C'est à la fois un paquebot et un cargo. Il déplace 8 230 t et est long de 142 m. Sa vitesse est de 24 nœuds, avec des pointes à 27.

## Histoire
Sa construction débute en mai 1939 à La Seyne-sur-Mer. Non terminé, il est coulé en août 1944 par les Allemands pour bloquer le port de Toulon. Son renflouement échoue en 1946 mais réussit l'année suivante et le Kairouan est achevé en 1950. Il inaugure sa première traversée méditerranéenne en mars 1951.
Pendant son service, il relie Alger, Oran et Tunis à Marseille et Port-Vendres. Pendant la guerre d'Algérie, il transporte les appelés vers l'Algérie. En mai-juin 1962, il transporte 54 000 Pieds-noirs en 27 voyages. Il continue ses liaisons après l'indépendance jusqu'à son retrait en 1973. Il est démoli en Espagne l'année suivante.